# Vautorte
Vautorte – miejscowość i gmina we Francji, w regionie Kraj Loary, w departamencie Mayenne.
Według danych na rok 1990 gminę zamieszkiwały 574 osoby, a gęstość zaludnienia wynosiła 24 osób/km² (wśród 1504 gmin Kraju Loary Vautorte plasuje się na 803. miejscu pod względem liczby ludności, natomiast pod względem powierzchni na miejscu 428.).